# Copa Libertadores de Futsal 2017
La Copa Libertadores de fútbol sala 2017 fue la decimosexta edición de este torneo organizado por la Conmebol, que enfrentó a los mejores clubes de fútbol sala de América del Sur. El torneo se desarrolló en mayo y participaron equipos de los diez países que forman parte de la Conmebol: Argentina, Bolivia, Brasil, Chile, Colombia, Ecuador, Paraguay, Perú, Uruguay y Venezuela.

## Sistema de juego
Participaron doce equipos en el torneo, de los cuales dos cupos fueron para Paraguay y Perú, y uno para los ocho países restantes. Se dividieron en tres grupos de cuatro participantes cada uno. Los primeros dos de cada grupo avanzaron a la fase final, más los dos mejores terceros, para reunir ocho equipos partiendo desde cuartos de final en adelante.

## Equipos participantes
| País             | Equipo                          | Vía de clasificación |
| ---------------- | ------------------------------- | --- |
| Argentina 1 cupo | Kimberley                       | Campeón del Campeonato de Primera División 2016                                                                            |
| Bolivia 1 cupo   | Rico Sur                        | Campeón de la Liga Nacional de Futsal 2016                                                                                 |
| Brasil 1 cupo    | Carlos Barbosa                  | Campeón de la Liga Brasileña de Fútbol Sala 2016                                                                           |
| Chile 1 cupo     | Santiago Wanderers              | Campeón del Campeonato Nacional de Futsal ANFP 2016                                                                        |
| Colombia 1 cupo  | Bello Real Antioquia            | Campeón de la Superliga Colombiana de Fútsal 2016                                                                          |
| Ecuador 1 cupo   | Societa Sportiva Bocca          | Campeón del Campeonato Nacional Futsal del Ecuador 2015-2016                                                               |
| Paraguay 2 cupos | Cerro Porteño AFEMEC            | Campeón de la Copa Libertadores de Futsal 2016 Subcampeón de la Liga Premium de Futsal 2016                                |
| Perú 2 cupos     | Primero de Mayo Deportivo Panta | Campeón de la División de Honor de fútbol sala de Perú 2016 Subcampeón de la División de Honor de fútbol sala de Perú 2016 |
| Uruguay 1 cupo   | Old Christians Colonia Futsal   | Campeón del Campeonato Uruguayo de Fútbol Sala 2016                                                                        |
| Venezuela 1 cupo | Caracas Futsal Club             | Campeón del Torneo Superior de Futsal 2016                                                                                 |

## Primera fase
Se jugó entre el 22 y 24 de mayo, con sede fija en el Complejo Deportivo Instituto Peruano del Deporte (IPD), del distrito de San Luis, en Lima, Perú.
     Clasificado a la fase final.

     Clasificado como uno de los dos mejores terceros a la fase final.

### Grupo A
| Pos. | Equipos            | PTS | PJ | PG | PE | PP | GF | GC | DIF |
| ---- | ------------------ | --- | -- | -- | -- | -- | -- | -- | --- |
| 1.   | AFEMEC             | 7   | 3  | 2  | 1  | 0  | 14 | 3  | +11 |
| 2.   | Primero de Mayo    | 7   | 3  | 2  | 1  | 0  | 8  | 3  | +5  |
| 3.   | Santiago Wanderers | 3   | 3  | 1  | 0  | 2  | 7  | 14 | -7  |
| 4.   | Nantes             | 0   | 3  | 0  | 0  | 3  | 2  | 11 | -9  |

| \| Fecha \| Lugar \| Local \| Resultado \| Visitante \| \| ----------------- \| ----- \| ------------------ \| --------- \| ------------------ \| \| 22 de mayo, 14:00 \| Lima \| Nantes \| 0-7 \| AFEMEC \| \| 22 de mayo, 20:00 \| Lima \| Primero de Mayo \| 6-2 \| Santiago Wanderers \| \| 23 de mayo, 16:00 \| Lima \| AFEMEC \| 7-3 \| Santiago Wanderers \| \| 23 de mayo, 20:00 \| Lima \| Primero de Mayo \| 2-1 \| Nantes \| \| 24 de mayo, 16:00 \| Lima \| Santiago Wanderers \| 2-1 \| Nantes \| \| 24 de mayo, 18:00 \| Lima \| Primero de Mayo \| 0-0 \| AFEMEC \| |       |                    |           |                    |
| Fecha | Lugar | Local              | Resultado | Visitante          |
| 22 de mayo, 14:00 | Lima  | Nantes             | 0-7       | AFEMEC             |
| 22 de mayo, 20:00 | Lima  | Primero de Mayo    | 6-2       | Santiago Wanderers |
| 23 de mayo, 16:00 | Lima  | AFEMEC             | 7-3       | Santiago Wanderers |
| 23 de mayo, 20:00 | Lima  | Primero de Mayo    | 2-1       | Nantes             |
| 24 de mayo, 16:00 | Lima  | Santiago Wanderers | 2-1       | Nantes             |
| 24 de mayo, 18:00 | Lima  | Primero de Mayo    | 0-0       | AFEMEC             |

### Grupo B
| Pos. | Equipos              | PTS | PJ | PG | PE | PP | GF | GC | DIF |
| ---- | -------------------- | --- | -- | -- | -- | -- | -- | -- | --- |
| 1.   | Bello Real Antioquia | 9   | 3  | 3  | 0  | 0  | 13 | 3  | +10 |
| 2.   | Cerro Porteño        | 6   | 3  | 2  | 0  | 1  | 11 | 7  | +4  |
| 3.   | S.S. Bocca           | 3   | 3  | 1  | 0  | 2  | 10 | 14 | -4  |
| 4.   | Old Christians       | 0   | 3  | 0  | 0  | 3  | 6  | 16 | -10 |

| \| Fecha \| Lugar \| Local \| Resultado \| Visitante \| \| ----------------- \| ----- \| -------------------- \| --------- \| -------------------- \| \| 22 de mayo, 10:00 \| Lima \| S.S. Bocca \| 6-5 \| Old Christians \| \| 22 de mayo, 12:00 \| Lima \| Cerro Porteño \| 1-4 \| Bello Real Antioquia \| \| 23 de mayo, 10:00 \| Lima \| Bello Real Antioquia \| 4-2 \| S.S. Bocca \| \| 23 de mayo, 12:00 \| Lima \| Old Christians \| 1-5 \| Cerro Porteño \| \| 24 de mayo, 10:00 \| Lima \| Cerro Porteño \| 5-2 \| S.S. Bocca \| \| 24 de mayo, 12:00 \| Lima \| Bello Real Antioquia \| 5-0 \| Old Christians \| |       |                      |           |                      |
| Fecha | Lugar | Local                | Resultado | Visitante            |
| 22 de mayo, 10:00 | Lima  | S.S. Bocca           | 6-5       | Old Christians       |
| 22 de mayo, 12:00 | Lima  | Cerro Porteño        | 1-4       | Bello Real Antioquia |
| 23 de mayo, 10:00 | Lima  | Bello Real Antioquia | 4-2       | S.S. Bocca           |
| 23 de mayo, 12:00 | Lima  | Old Christians       | 1-5       | Cerro Porteño        |
| 24 de mayo, 10:00 | Lima  | Cerro Porteño        | 5-2       | S.S. Bocca           |
| 24 de mayo, 12:00 | Lima  | Bello Real Antioquia | 5-0       | Old Christians       |

### Grupo C
| Pos. | Equipos        | PTS | PJ | PG | PE | PP | GF | GC | DIF |
| ---- | -------------- | --- | -- | -- | -- | -- | -- | -- | --- |
| 1.   | Carlos Barbosa | 9   | 3  | 3  | 0  | 0  | 16 | 5  | +11 |
| 2.   | Kimberley      | 6   | 3  | 2  | 0  | 1  | 11 | 6  | +5  |
| 3.   | Caracas FC     | 1   | 3  | 0  | 1  | 2  | 7  | 12 | -5  |
| 4.   | Panta Walon    | 1   | 3  | 0  | 1  | 2  | 5  | 16 | -11 |

| \| Fecha \| Lugar \| Local \| Resultado \| Visitante \| \| ----------------- \| ----- \| -------------- \| --------- \| -------------- \| \| 22 de mayo, 16:00 \| Lima \| Carlos Barbosa \| 4-1 \| Kimberley \| \| 22 de mayo, 18:00 \| Lima \| Panta Walon \| 3-3 \| Caracas FC \| \| 23 de mayo, 14:00 \| Lima \| Caracas FC \| 3-5 \| Carlos Barbosa \| \| 23 de mayo, 18:00 \| Lima \| Panta Walon \| 1-6 \| Kimberley \| \| 24 de mayo, 14:00 \| Lima \| Kimberley \| 4-1 \| Caracas FC \| \| 24 de mayo, 20:00 \| Lima \| Panta Walon \| 1-7 \| Carlos Barbosa \| |       |                |           |                |
| Fecha | Lugar | Local          | Resultado | Visitante      |
| 22 de mayo, 16:00 | Lima  | Carlos Barbosa | 4-1       | Kimberley      |
| 22 de mayo, 18:00 | Lima  | Panta Walon    | 3-3       | Caracas FC     |
| 23 de mayo, 14:00 | Lima  | Caracas FC     | 3-5       | Carlos Barbosa |
| 23 de mayo, 18:00 | Lima  | Panta Walon    | 1-6       | Kimberley      |
| 24 de mayo, 14:00 | Lima  | Kimberley      | 4-1       | Caracas FC     |
| 24 de mayo, 20:00 | Lima  | Panta Walon    | 1-7       | Carlos Barbosa |

### Mejores terceros
| Pos. | Equipos                | PTS | PJ | PG | PE | PP | GF | GC | DIF |
| ---- | ---------------------- | --- | -- | -- | -- | -- | -- | -- | --- |
| 1.   | Societa Sportiva Bocca | 3   | 3  | 1  | 0  | 2  | 7  | 14 | -4  |
| 2.   | Santiago Wanderers     | 3   | 3  | 1  | 0  | 2  | 7  | 14 | -7  |
| 3.   | Caracas FC             | 1   | 3  | 0  | 1  | 2  | 7  | 12 | -5  |

## Fase final

### Cuadro principal
|  | Cuartos de final       | Cuartos de final   |                |                      | Semifinales        | Semifinales        |  |               | Final              | Final              |  |
|  | 26 de mayo de 2017     | 26 de mayo de 2017 |                |                      | 27 de mayo de 2017 | 27 de mayo de 2017 |  |               | 28 de mayo de 2017 | 28 de mayo de 2017 |  |
|  |                        |                    |                |                      |                    |                    |  |               |                    |                    |  |
|  |                        |                    |                |                      |                    |                    |  |               |                    |                    |  |
|  | AFEMEC                 | 5                  |                |                      |                    |                    |  |               |                    |                    |  |
|  | AFEMEC                 | 5                  |                |                      |                    |                    |  |               |                    |                    |  |
|  | Santiago Wanderers     | 1                  |                |                      |                    |                    |  |               |                    |                    |  |
|  | Santiago Wanderers     | 1                  |                | AFEMEC               | 1                  |                    |  |               |                    |                    |  |
|  |                        |                    |                | AFEMEC               | 1                  |                    |  |               |                    |                    |  |
|  |                        |                    | Cerro Porteño  | 5                    |                    |                    |  |               |                    |                    |  |
|  | Cerro Porteño          | 3                  | Cerro Porteño  | 5                    |                    |                    |  |               |                    |                    |  |
|  | Cerro Porteño          | 3                  |                |                      |                    |                    |  |               |                    |                    |  |
|  | Kimberley              | 2                  |                |                      |                    |                    |  |               |                    |                    |  |
|  | Kimberley              | 2                  |                |                      |                    |                    |  | Cerro Porteño | 1                  |                    |  |
|  |                        |                    |                |                      |                    |                    |  | Cerro Porteño | 1                  |                    |  |
|  |                        |                    | Carlos Barbosa | 2                    |                    |                    |  |               |                    |                    |  |
|  | Bello Real Antioquia   | 6                  | Carlos Barbosa | 2                    |                    |                    |  |               |                    |                    |  |
|  | Bello Real Antioquia   | 6                  |                |                      |                    |                    |  |               |                    |                    |  |
|  | Societa Sportiva Bocca | 2                  |                |                      |                    |                    |  |               |                    |                    |  |
|  | Societa Sportiva Bocca | 2                  |                | Bello Real Antioquía | 1                  |                    |  |               |                    |                    |  |
|  |                        |                    |                | Bello Real Antioquía | 1                  |                    |  |               |                    |                    |  |
|  |                        |                    | Carlos Barbosa | 4                    |                    |                    |  |               |                    |                    |  |
|  | Carlos Barbosa         | 2 (2)              | Carlos Barbosa | 4                    |                    |                    |  |               |                    |                    |  |
|  | Carlos Barbosa         | 2 (2)              |                |                      |                    |                    |  |               |                    |                    |  |
|  | Primero de Mayo        | 2 (1)              |                |                      |                    |                    |  |               |                    |                    |  |
|  | Primero de Mayo        | 2 (1)              |                |                      |                    |                    |  |               |                    |                    |  |
|  |                        |                    |                |                      |                    |                    |  |               |                    |                    |  |

### Cuartos de final
| 26 de mayo de 2017, 14:00 | AFEMEC | 5:1 (4:1) | Santiago Wanderers | Villa Deportiva Nacional, Lima |  |

| 26 de mayo de 2017, 16:00 | Bello Real Antioquia | 6:2 (2:0) | S.S. Bocca | Villa Deportiva Nacional, Lima |  |

| 26 de mayo de 2017, 18:00 | Cerro Porteño | 3:2 (0:1) | Kimberley | Villa Deportiva Nacional, Lima |  |

| 26 de mayo de 2017, 20:00 | Carlos Barbosa | 2:2 (1:0) (0:0 t. s.)(2:1 p.) | Primero de Mayo | Villa Deportiva Nacional, Lima |  |

### Semifinales
| 27 de mayo de 2017, 17:00 | AFEMEC | 1:5 (1:1) | Cerro Porteño | Villa Deportiva Nacional, Lima |  |

| 27 de mayo de 2017, 19:00 | Bello Real Antioquia | 1:4 (0:3) | Carlos Barbosa | Villa Deportiva Nacional, Lima |  |

### Final
| 28 de mayo de 2017, 19:00 | Cerro Porteño | 1:2 (0:1) | Carlos Barbosa | Villa Deportiva Nacional, Lima |  |

|                                   |
| Bandera de Brasil                 |
| Campeón Carlos Barbosa 5.º título |

## Goleadores
Fecha de actualización: 22 de mayo de 2017.
| Top 10            | Top 10                 | Top 10 |
| ----------------- | ---------------------- | ------ |
| Jugador           | Equipo                 | Goles  |
| Federico Fedele   | Old Christians         | 3      |
| David Benítez     | AFEMEC                 | 2      |
| Juan Salas        | AFEMEC                 | 2      |
| Darío Meza        | Societa Sportiva Bocca | 2      |
| Carlos Sanz       | Societa Sportiva Bocca | 2      |
| Enrique Franco    | AFEMEC                 | 1      |
| Alder Melgarejo   | AFEMEC                 | 1      |
| Juan Pedrozo      | AFEMEC                 | 1      |
| Jorge Cuervo      | Bello Real Antioquia   | 1      |
| Felipe Echavarría | Bello Real Antioquia   | 1      |

| Tabla de goleadores completa | Tabla de goleadores completa | Tabla de goleadores completa |
| ---------------------------- | ---------------------------- | ---------------------------- |
| Jugador                      | Equipo                       | Goles                        |
| Daniel Herrera               | Bello Real Antioquia         | 1                            |
| John Parra                   | Bello Real Antioquia         | 1                            |
| Wilmer Cabarcas              | Caracas FC                   | 1                            |
| Carlos Moreno                | Caracas FC                   | 1                            |
| Carlos Vento                 | Caracas FC                   | 1                            |
| Deives                       | Carlos Barbosa               | 1                            |
| Diece                        | Carlos Barbosa               | 1                            |
| Kevin                        | Carlos Barbosa               | 1                            |
| Marlon                       | Carlos Barbosa               | 1                            |
| Darío Herrera                | Cerro Porteño                | 1                            |
| Ignacio Salgués              | Kimberley AC                 | 1                            |
| Maximiliano Navarro          | Old Christians               | 1                            |
| Sebastián Noy                | Old Christians               | 1                            |
| Jimmy Espinales              | Societa Sportiva Bocca       | 1                            |
| Luis Solís                   | Societa Sportiva Bocca       | 1                            |

     Máximo goleador del torneo.
Nota: Goles pendientes.
- 3 de Panta Walon (Fecha 1).
- 6 de 1.º de Mayo (Fecha 1).
- 2 de Santiago Wanderers (Fecha 1).